# Damaris Egurrola
Damaris Egurrola   (Orlando, 26 d'agost de 1999) és una futbolista basca que juga com a migcampista a l'Olympique de Lió i a la selecció dels Països Baixos. Pel que fa a la seva trajectòria esportiva, va debutar amb l'Athletic Club de Bilbao el 2015, es va traslladar a l'Everton Football Club el 2020 i després va fitxar per l'Olympique Lyonnais el gener del 2021.
Nascuda als Estats Units d'Amèrica, va debutar amb la selecció femenina absoluta d'Espanya el 2019 després de jugar en les categories inferiors, però el 2022 va optar per jugar definitivament amb la selecció dels Països Baixos. També ha jugat amb la selecció del País Basc.

## Trajectòria
Egurrola va passar la seva infància a Orlando, essent la segona dels tres fills d'una mare neerlandesa i un pare basc, Pablo Egurrola Osa, un pilotari professional que competia a les lligues de cesta-punta nord-americanes. Quan aquest es va jubilar el 2006, la família es va traslladar al País Basc.
Damaris Egurrola va fitxar per l'Athletic de Bilbao el 2012, amb 12 anys, complint els criteris selectius de fitxatge del club per la seva educació basca. Va debutar amb el primer equip el desembre de 2015, fent sis aparicions a la lliga de Primera Divisió 2015-16, que l'Athletic va guanyar. Juntament amb la seva companya i amiga Maite Oroz, va decidir deixar el club quan el seu contracte va expirar l'estiu del 2020.
Després d'anunciar que deixaria l'Athletic de Bilbao al final del seu contracte, Egurrola va atraure l'interès dels principals clubs europeus, inclòs l'Everton, amb qui finalment va signar un contracte de dos anys a principis de setembre de 2020. Egurrola va debutar a la FA Women's Super League el 3 d'octubre, en una victòria per 6-0 davant l'Aston Villa.
Egurrola va fitxar per l'Olympique Lyonnais amb un contracte de tres anys i mig el 20 de gener de 2021, i va debutar en un partit de la Copa de França contra l'Stade de Reims. Poc després va debutar tant al Campionat francès com a la Lliga de Campions de la UEFA, amb dos partits que van acabar amb victòries i la porteria a zero.
El 31 de maig de 2023, va ser seleccionada com a part de l'equip dels Països Baixos per a la Copa del Món Femenina de Futbol 2023.